# Tournon (Francia)
Tournon (in italiano Tornone, desueto) è un comune francese di 576 abitanti situato nel dipartimento della Savoia della regione dell'Alvernia-Rodano-Alpi.
Il comune si trova nella valle cosiddetta Comba di Savoia.

## Società

### Evoluzione demografica
Abitanti censiti